# رود تاز
رود تاز (روسی: Таз) یک رودخانه در ناحیه خودگردان یامالو-ننتس کشور روسیه است.